# Guglielmo I Sanudo
Guglielmo I Sanudo (zm. 1323) – wenecki władca Księstwa Naksos w latach 1303-1323. 

## Życiorys
Był synem Marco II Sanudo. Jego następcą był Niccolò I Sanudo. Innymi jego synami byli: Giovanni I Sanudo i Marco Sanudo.